# Чалий Володимир Володимирович
Володимир Володимирович Чалий (нар. 26 січня 1976, Павлоград, Дніпропетровська область, УРСР) — український футболіст, півзахисник.

## Кар'єра гравця
Розпочав професіональну кар'єру в «Шахтарі» з рідного Павлограда, який виступав у другій лізі чемпіонату України. У 1995 році, на другий рік виступів Чалого, команда знялася з чемпіонату, в зв'язку з чим сезон 1996 року провів в аматорському павлоградському «Гірнику». Своєю грою привернув увагу клубу вищої ліги — кіровоградської «Зірки» й незабаром отримав пропозицію від Олександра Іщенка приєднатися до команди. Дебютував у вищому дивізіоні 15 березня 1997 року, на 77-й хвилині виїзного матчу проти «Кременя» замінивши Валерія Шаповалова. Виступав за кіровоградців протягом трьох років, також граючи за другу команду клубу в другій лізі. Покинув «Зірку», після її вильоту з вищої ліги в 2000 році.
Після відходу з кіровоградської команди підписав контракт з донецьким «Металургом». Проте жодної гри за основну команду донеччан так і не провів, виступаючи за дружківський «Машинобудівник» та фарм-клуб «Металурга». В цей же період побував в оренді в «Поліграфтехніці». Дебютував за олександрійську команду 21 березня 2001 року в програному (0:1) виїзному поєдинку 18-о туру Першої ліги проти «Миколаєва». Володимир вийшов на поле в стартовому складі та відіграв увесь матч. У складі «поліграфів» провів 14 поєдинків у Першій лізі. У 2002 році півроку провів у складі «Сум» в першій лізі, а потім ненадовго повернувся в «вишку» ставши гравцем «Кривбасу», де також затримався всього на півсезону. Наступний рік розпочав у складі луганської «Зорі», а влітку перейшов до харківського «Арсеналу», де провів сезон 2003/04 років. У наступному сезоні став гравцем іншого харківського клубу — «Геліоса», в складі якого став переможцем своєї групи другої ліги і завоював право виступати в першій лізі. У 2006 році на півроку повернувся в «Зірку», встигнувши за цей час забити 5 м'ячів, ставши найкращим бомбардиром команди в сезоні. Останню гру на професіональному рівні провів в 2007 році, в складі армянського «Титану». По завершенні виступів грав на аматорському рівні за «Каховку» і дніпропетровський «ІСТА-ДЮСШ-7».

## Сім'я
Батько — Володимир Чалий — в минулому також професіональний футболіст, який виступав в дніпродзержинському «Металурзі».

## Досягнення
- Друга ліга чемпіонату України
  -  Чемпіон (1): 2004/05 (Група В)